# Ferdinand de Schlatter
Ferdinand Philippe de Schlatter (* 14. Februar 1831 in Paris; † 4. Juli 1907 in Boulogne-Billancourt) war ein französischer Segler.

## Erfolge
Ferdinand de Schlatter, der für den Yacht Club de France und den Cercle de la Voile de Paris segelte, nahm an den Olympischen Spielen 1900 in Paris teil, wo er in drei Wettbewerben antrat. In der offenen Klasse kam er nicht ins Ziel, während er in der Bootsklasse 2 bis 3 Tonnen in zwei Wettfahrten in Meulan-en-Yvelines bei der ersten der beiden Wettfahrten das Podium erreichte. Dabei war er beide Male Skipper der Yacht Gwendoline, deren Crew aus Émile Jean-Fontaine und De Cottignon bestand. In der ersten Wettfahrt belegte Schlatter hinter der Olly von William Exshaw und der Favorite von Léon Susse den dritten Platz. Die zweite Wettfahrt beendete er nicht.